# Jason Zumwalt
Jason Michael Zumwalt (Kingman, Mohave, Arizona; 1 de septiembre de 1975) es un actor, actor de doblaje, comediante y guionista estadounidense, más conocido por su papel de voz como Roman Bellic en el videojuego Grand Theft Auto IV y Episodes from Liberty City.

## Carrera
Zumwalt comenzó su carrera como actor en 2004, interpretando un pequeño papel en el cortometraje 16w. Desde entonces hasta 2008, aceptó pequeños papeles en películas de bajo presupuesto, series de televisión y papeles en videojuegos para ganarse la vida.
En 2004, Zumwalt fue contratado por Rockstar Games para poner voz a Roman Bellic, primo de Niko, en su videojuego Grand Theft Auto IV. Tras el lanzamiento del juego en abril de 2008, Roman fue bien recibido por la crítica gracias a su característico acento y a sus diálogos humorísticos. Hasta la fecha, la voz de Roman es el papel más notable y popular de Zumwalt.
En 2014, Zumwalt coescribió el guion del thriller dramático Urge, junto a Aaron Kaufman. También coescribió el guion de la película independiente de 2016 Flock of Dudes', junto a Bob Castrone y Brian Levin.
Actualmente es la 'Voz de Dios' al comienzo del galardonado podcast Around the NFL, habiendo asumido el papel de Matt 'Money' Smith.